# 円形チェス

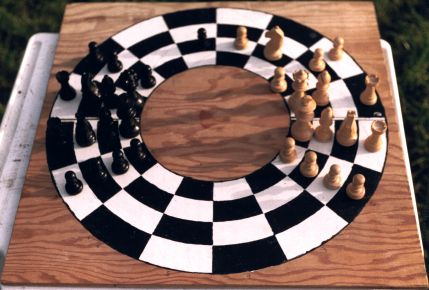
現代の円形チェス

円形チェスは、円形のボードを使用するチェスヴァリアントである。16のマスからなるリング４つで構成された円形のボードと、標準的なチェス駒のセットでプレイする。これはトポロジー的には、円柱の曲面上でプレイするのと同等である。
このようなタイプのチェスは7世紀のアラブ世界で遊ばれていた記録があり、中世時代にペルシャやビザンチン帝国で普及していたようである。これらの時代にはチェスの前身であるシャトランジの駒とルールを用いるゲームであった。

## 歴史的な円形チェス

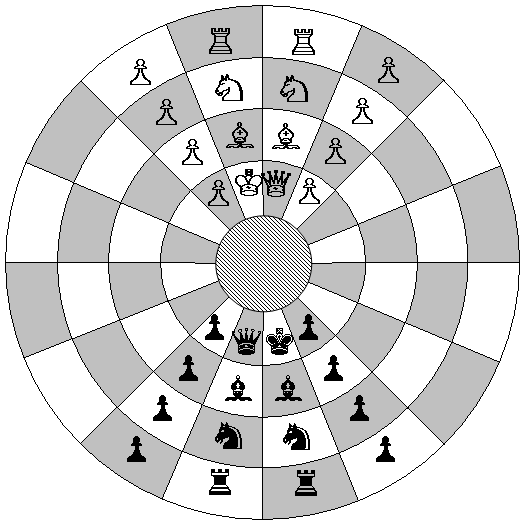
歴史的な円形チェスの開始位置

### ルール
中世の円形チェスのルールの一つは、ペルシャの著述家ムハンマド・イブン・マフムード・アムリによる「科学の宝庫」（1325年）に記述されている。この書物では、shatranj al-muddawara （円形チェス）またはshatranj ar-Rūmīya (ローマまたはビザンチンチェス）と呼ばれており、それぞれ16のスペースに分割された4つのリングを同心円状に組み合わせたボードを使用している。合計すると（通常のチェスと同じ）64マスで、代数表記でそれぞれのリングにABCDの文字が割り当てられ、各スペースに1～16の数字が割り当てられている。ゲームは二人でプレイし、白と黒に分かれてそれぞれ16の駒を使用する。円形チェスの目標は、相手のキングをチェックメイトしゲームを終了させることである。
このゲームは、シャトランジの駒を使用する。初期位置では、内側のリングにキングとカウンセラー、次のリングにエレファント、その次のリングにナイト、最後のリングにルークが配置され、それらの両脇にそれぞれ4つのポーンが1列ずつ配置される。一方のプレイヤーのキングは相手のカウンセラーと、ボードの中央の穴を隔てて向かい合っている。駒の移動方法はシャトランジと同じである。ただし、同じプレイヤーの進行方向が異なる２つのポーンがぶつかって動けなくなった場合、相手プレイヤーはその両方のポーンを取り除くことができる（この除去にはターンは消費されない）。ボードに最終ランクがないため、ポーンのプロモーションはない。ステイルメイトは、ステイルメイトをもたらしたプレイヤーの勝利になる。シャトランジと同様、キング以外のすべての駒が取られた場合は負けになる（「裸の王」）が、直後のターンで相手を同じ状態にできた場合は引き分けになる。

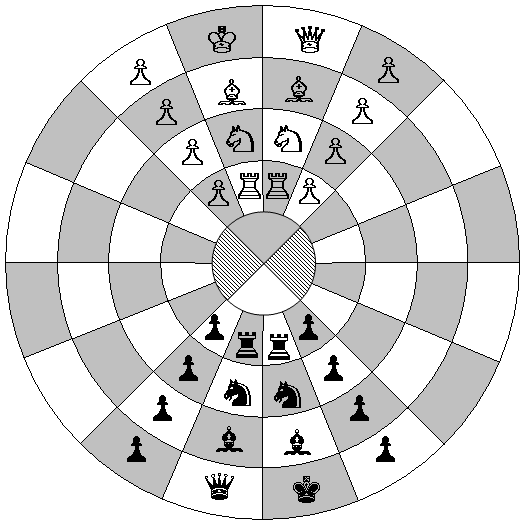
シタデルチェスの開始位置

#### シタデルチェス
記述しているヴァリアントで、駒の初期配置が異なり、ボードの中央にシタデル（城塞）のスペースがある。このゲームではキングがシタデルに到達すると引き分けを強制できる。

## 現代の円形チェス
英国、リンカーンの歴史家リチャード・レイノルズは、1983年、「科学の宝庫」に記載されていた歴史的な円形チェスと現代チェスのルールを組み合わせてリバイバルを試みた。1996年に円形チェス協会が設立され、世界選手権が開催されている。

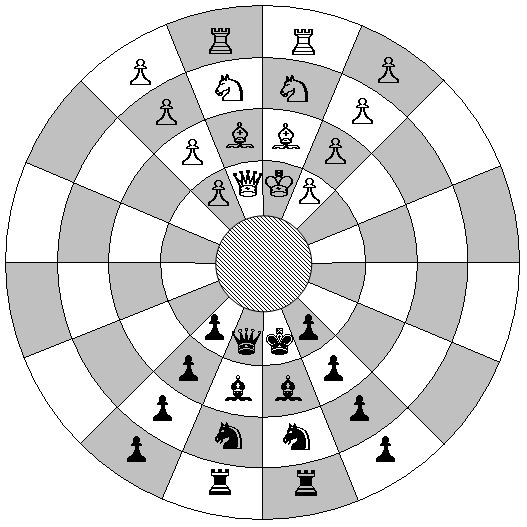
現代の円形チェスの開始位置（反転）

### ルール
初期配置は基本的に、通常のチェスのボードを縦で半分に切り、折り曲げて両端を繋げることによって得られる。ボードの端に相当する位置には線が引かれており、各駒はこれをまたぐようにしてそれぞれ配置される。キングとクィーンは一番内側のリングで、ビショップは２番目、ナイトは３番目、ルークは４番目になる。ポーンはこれらの駒の前に配置される。
駒の動きは通常のチェスと同じである。クィーンとルークは、障害物がなければリングを一周することができるが、同じ位置に戻る「ゼロ移動」は許可されない。ポーンは、初期位置から６マス移動して、相手のスタートラインの直前に到達するとプロモートできる。キャスリングやアンパッサンはない。チェックを宣言する義務はなく、スナッフリング（相手のキングがチェックに入るか、チェックから逃れるのを失敗した後に、キングを捕獲して勝利すること）は許可されている。

### セオリー
通常のチェスでは、一般的にクィーンに9点、ルークに5点、ビショップとナイトに3点、ポーンに1点の相対的価値があると考えられている。円形チェスの駒に価値を割り当てる試みは行われていないが、これらの値がそのまま当てはまらないことは確かである。クィーンとルークの価値は、特に同一リング上で遮るものがないとき非常に強力になることをもって大幅に強められるが、ビショップとナイトの値は減少する。これは、障害物がないときの各ピースの移動範囲を数えるだけで簡単に確認できる。8×8マスのボードでは、クィーン、ルーク、ビショップ、ナイトの移動可能なマスはそれぞれ27、14、13、8であるが、円形チェスではこれが24、18、６、６になる。ただし円形ボードでは、マイナーピースの動きを視覚化するのがより難しいため、強いプレイヤーであっても脅威を見落とす可能性がある。
通常のチェスと円形チェスとの実際的な違いのひとつはオープニングにある。通常のチェスではオープニング理論が数世紀に渡って研究され、またコンピュータの分析によって、トップレベルのゲームのほとんどが20手までは既知の理論から脱していないことが示されている。しかし円形チェスでは、オープニングの理論は事実上存在しないため、プレイヤーは一手目から自分自身の動きをしなければならない。通常のチェスでは、キングまたはクィーンの前のポーンを進めることは一般に最良のオープニングムーブとされている。これは、２つの重要な中央部のマスを攻撃するとともに、対角線を開いてビショップやクィーンの移動を可能にするためである。しかし円形ボードでは、キングまたはクィーンの前のポーンどちらも１マスしか攻撃範囲がなく、その前進はビショップのための移動範囲を１マス開けることにしかならないため、この有効性は当てはまらない。プレイヤーによってはとにかく中央のポーンを進める者もいるし、より強力な攻撃ラインを開くためルークの前のポーンを進める者もいるが、どの動きが最良であるのかは明らかでない。

正方形のボードと円形のボードの幾何学的形状の違いは、エンドゲームの理論にもかなりの違いを生み出す。通常のチェスのける4つの「基本的なチェックメイト」のうち3つ（キングとルーク 、キングと2つのビショップ、およびキングとビショップとナイトの単独キングに対するもの）は、防御側ののキングをボード上のコーナーに押し込むことに依存しているため、円形のボードでは不可能になる。円形チェスの「基本的なメイト」は、キングとクイーン、キングとルークとマイナーピース 、およびキングと3つのマイナーピースで単独のキングに対するものである。通常のチェスではエンドゲームで引き分けになる傾向が強いため、防御側が投了とみなされるようなポジションでもプレーを続けることがよくある。しかし円形チェスでは、特定の局面では攻撃側に有利になる場合がある。キングに対するキングとポーンの攻撃では、ステイルメイトの防御は不可能（ポーンが向かっている側へキングが追い詰められることがないため）であり、したがって防御側のキングが引き分けに持ち込むためには、防御されるか昇格される前にそのポーンを捕獲するしかない（さもなければ常に相手の勝利になる）。

### その他の現代の円形チェス
- Noble Celts (1993) - 一方のプレイヤーの駒を中央、他方のプレイヤーの駒を外周に配置する円形チェス[1]。
- Centre Chess (1994) - 72マスの円形ボードを使用するチェス。レイノルズの円形チェスとはちがい、円の中心を隔てて向かい合うように配置する。両軍の境目に通過や配置ができないマスがある。中央の穴はなく、中央を通過して敵陣を攻撃できる[2]。
- Circular Chess (2001) - レイノルズとは別種の円形チェス。Centre Chessと同様に、外周部に通過できないエリアがあり、円の中心を隔てて向かい合うように配置する。中央に穴があるが一部の駒は穴を超えて移動できる[3]。
- 3 Man Chess (2004) -  伝統的な3人用チェスを円形ボードに適用したゲーム。中央を通過できる[4]。